# Werner Zemp
Werner Zemp (* 10. November 1906 in Zürich; † 16. November 1959 in Mendrisio, Kanton Tessin) war ein Schweizer Lyriker und Essayist.

## Leben und Werk
Werner Zemp, geboren 1906 als Sohn des Zürcher Ordinarius für Kunstgeschichte Josef Zemp, besuchte Primarschule und Gymnasium in Zürich. Von 1926 bis 1930 studierte er in München und Zürich Germanistik, griechische Philologie und Archäologie; im Anschluss daran begann seine schöpferische Phase. 1937 erschien sein erster Gedichtband beim Verlag Heinrich Ellermann in Hamburg, ein Jahr später der Essay-Band über den Dichter Eduard Mörike bei Huber in Frauenfeld. 1943 veröffentlichte der Atlantis Verlag in Zürich einen weiteren Band mit dem Titel Gedichte, der 1954 nochmals in einer überarbeiteten und erweiterten 2. Auflage gedruckt wurde. 1956 wurde sein Lyrikband Das Hochtal von der Vereinigung Oltner Bücherfreunde herausgegeben. Nach Zemps Tod im Jahr 1959 erschien im Jahr 1967 der Band Das lyrische Werk mit Aufsätzen und Briefen von Werner Zemp.
Neben den Einzelbänden wurden darüber hinaus auch verschiedene Gedichte von Zemp in Zeitschriften und Anthologien publiziert, zum Beispiel in der Edition Lyriker der deutschen Schweiz 1850–1950, herausgegeben von Heinz Helmerking. Neben seiner Tätigkeit als Lyriker arbeitete Zemp auch als Mitarbeiter von Walther Meier bei der Manesse Bibliothek der Weltliteratur mit.

## Werke (Auswahl)

### Einzelbände
- Gedichte. Ellermann, Hamburg 1937.
- Mörike. Elemente und Anfänge. Essay. Huber, Frauenfeld 1938.
- Gedichte. Atlantis, Zürich 1943; 2. vermehrte Auflage ebd. 1954.
- Das Hochtal. Vereinigung Oltner Bücherfreunde, Olten 1956 (= VOB, Band 71).
- Das lyrische Werk. Atlantis, Zürich 1967.

### Beiträge in Anthologien und Zeitschriften
- Heinz Helmerking (Hrsg.): Lyriker der deutschen Schweiz 1850–1950. Anthologie. Gute Schriften, Zürich 1957, S. 102f.